# Cuevas de San Marcos
Cuevas de San Marcos es un municipio español de la provincia de Málaga, Andalucía. Se halla ubicado al norte de la Comarca Nororiental de Málaga, colindando con Córdoba, desde el valle del río Genil hasta la Sierra de Malnombre y el Camorro de Cuevas Altas. Este municipio se encuentra a una altitud de 420 metros sobre el nivel del mar.
Por carretera se halla situado a 88 km de Málaga y a 487 km de Madrid. Se trata de un pueblo de actividad agrícola, con predominancia del cultivo del olivo y la producción del aceite de la variedad "Hojiblanca". Su nombre viene dado por su santo patrón, el Evangelista San Marcos y por su conocida cueva de Belda, con gran profundidad e impresionantes formaciones de estalactitas y estalagmitas. En el interior de la cueva se asienta una colonia endémica de murciélagos por lo que solo es visitable durante unos meses al año. 
El municipio se extiende por una superficie de unos 37'50 km². Sus habitantes reciben el nombre de cuevachos.

## Historia
La historia de la villa de Cuevas de San Marcos remonta sus inicios hacia 1806. Antes conocida como Cuevas Altas (Las Sarteñas), separándose de Antequera, su establecimiento como municipio independiente, recibiendo el nuevo nombre como es conocido hoy día.
Al pie de Sierra Camorro, se asienta esta villa, la cual tiene todo el progreso de vida que ha tenido lugar a lo largo de su historia. Antes denominada Ciudad de Belda, se alza en la falda de su sierra, en la cual se encuentra, entre otras menos conocidas pero con gran interés, una cueva llamada de Belda, se encuentra situada en la vertiente norte de la villa y es perteneciente al conjunto montañoso denominado “Sierra del Camorro” que está formado por caliza y Margocalizas del periodo jurásico a una altitud de 907 metros. Situada en la cumbre de esta sierra,  se encuentra un yacimiento paleolítico dejando abierta la posibilidad de en tiempos pasados, la existencia de un castillo y sus fortalezas, que fue destruido por los moros.
Dentro de la cueva, es conocida la existencia de al menos tres lagos y de numerosas galerías en el interior de la misma, en la que se aprecia kilómetros de estalactitas, formadas a lo largo de décadas. En el primer lago se encontró restos de una antigua sepultura y en los otros dos restos de cerámica, ambos se encuentran el Museo Municipal o en el Museo Arqueológico Provincial.
Esta cueva sirvió de alojo a numerosos pueblos que vivieron en la actual villa de Cuevas de San Marcos.
Desde la prehistoria, este territorio ha sido poblado por distintas civilizaciones. Han sido muchos los pueblos que se asentaron en estas tierras aprovechando su situación geográfica: Prehistóricos, íberos, romanos, musulmanes, cristianos.
Se han encontrado restos arqueológicos importantes de las distintas civilizaciones que han dejado constancia de su cultura y de la rica historia local. El menhir conocido como "El niño de piedra", los restos de cerámicas ibéricas, las hachas, puntas de lanzas, restos humanos fosilizados y otros utensilios de la Edad del Bronce hallados en varios lugares han dejado huella del paso del hombre por estas tierras.
En el yacimiento arqueológico Medina Belda, catalogado como yacimiento de primer grado, se encontraba la ciudad medieval de Belda, donde todavía se pueden apreciar estructuras de calles y casas, el aljibe y una antigua torre.
En el Museo Arqueológico Local se encuentran expuestas piezas procedentes de los diferentes yacimientos de la localidad. El primer nombre del que data esta localidad es el del poblado de Belda, que fue enclave de cierta importancia durante las épocas de dominación romana y musulmana. En la actualidad le da dicho nombre a su cueva "Belda", que además de tener su importancia geológica, es también zona de refugio para diferentes colonias de murciélagos, una de las más importantes de España y posiblemente de Europa.

## Geografía humana

### Demografía
Cuenta con una población de 3620 habitantes (INE 2024).
| Gráfica de evolución demográfica de Cuevas de San Marcos entre 1842 y 2021                                            |
| |
| Población de derecho según los censos de población del INE. Población de hecho según los censos de población del INE. |

### Economía

#### Evolución de la deuda viva municipal
| Gráfica de evolución de Deuda viva del Ayuntamiento de Cuevas de San Marcos entre 2008 y 2019                                |
| |
| Deuda viva del Ayuntamiento de Cuevas de San Marcos en miles de Euros según datos del Ministerio de Hacienda y Ad. Públicas. |

## Política
| Periodo   | Nombre                        | Partido                |
| --------- | ----------------------------- | ---------------------- |
| 1979-1983 | Juan Manuel Senciales Herrera | PSOE-A                 |
| 1983-1987 | Juan Manuel Senciales Herrera | PSOE-A                 |
| 1987-1991 | Antonio Gómez Repullo         | PSOE-A                 |
| 1991-1995 | Antonio Gómez Repullo         | PSOE-A                 |
| 1995-1999 | Juan F. Arjona Encinas        | IU-LV-CA               |
| 1999-2003 | Juan F. Arjona Encinas        | IU-LV-CA               |
| 2003-2007 | Rafael Caro González          | IU-LV-CA               |
| 2007-2011 | Manuel Hinojosa Lozano        | PSOE-A                 |
| 2011-2015 | Lourdes Gutiérrez Cepero      | IU-LV-CA               |
| 2015-2019 | Lourdes Gutiérrez Cepero      | IU-LV-CA Para la Gente |
| 2019-2023 | José María Molina Ruz         | Partido Popular        |

Los resultados en Cuevas de San Marcos de las últimas elecciones municipales, celebradas en mayo de 2019, son:
| Elecciones Municipales - Cuevas de San Marcos (2019) |       |          |            |
| Partido político                                     | Votos | %Válidos | Concejales |
| PP                                                   | 1145  | 49,67%   | 6          |
| PSOE-A                                               | 681   | 29,54%   | 3          |
| ADELANTE                                             | 468   | 20,30%   | 2          |

## Lugares de interés
Este pueblo ofrece a sus visitantes uno de los paisajes más llamativos de la provincia malagueña, un conjunto de parajes en los que se alternan el monte bajo, pinos, olivos, almendros y encinas, todo ello junto a las aguas del embalse de Iznájar.
Destacan, entre otros: el yacimiento arqueológico de Medina Belda, la Cueva Belda, el Museo Arqueológico Local, el Puente Luis de Armiñán, el Museo del Juguete de España y el Mundo, la Iglesia de San Marcos el Evangelista y la Ermita de Nuestra Señora del Carmen. 
La Iglesia de San Marcos Evangelista fue construida en el siglo XVIII aunque su reconstrucción fue llevada a cabo en 1798 por un alarife antequerano llamado Juan de Reina al que se debe el aspecto neoclásico que hoy presenta. La iglesia consta de tres naves, separadas por arcos de medio punto, los cuales sostienen bóvedas de medio cañón con arcos fajones que recorren toda la nave principal llegando hasta el coro elevado. Las naves laterales están estructuradas en forma de cuadrados separados por fajones.
Como obras importantes, en su interior se encuentra un óleo en lienzo del siglo XIX de la Virgen del Carmen (Patrona de la villa), así como el retablo del Altar Mayor, en madera dorada. En imágenes, destaca la escultura de Jesús Nazareno, obra del imaginero granadino José Gabriel Martín Simón, la cual data del año 1936. También se puede ver la bella imagen de Nuestra Señora de los Dolores, imagen que datada entre 1920 y 1930. Nuestra Señora de los Dolores se encuentra en la capilla que hay dentro de la misma iglesia, en la que en ocasiones se celebra el rito de la misa.
En su exterior, cabe resaltar la torre de ladrillo que presenta tres cuerpos y capitel piramidal de tejas vidriadas.

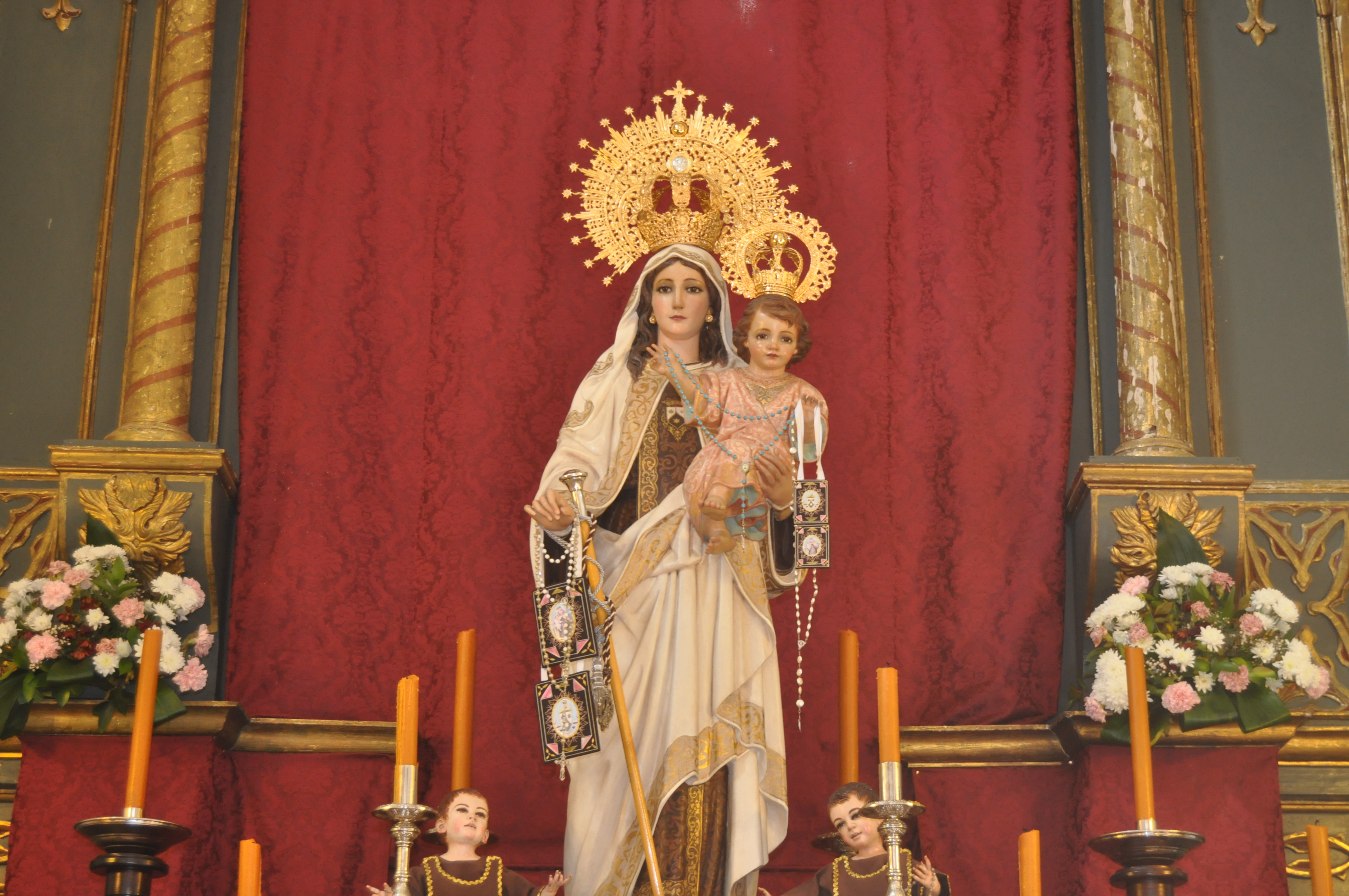
Nuestra Señora del Carmen, patrona de la villa

La Ermita de Nuestra Señora del Carmen data del siglo XVIII, siendo restaurada en el siglo XIX, conservando de su construcción inicial solo la torre del campanario. En su interior se encuentra Nuestra Señora del Carmen, patrona y alcaldesa perpetua del pueblo. Es tanta su belleza que son muchos los devotos hacia esta imagen. Se describe como una Virgen de Gloria de pie con niño en brazos. Es obra del imaginero granadino José Navas-Parejo en los años 40 del siglo XX. y fue restaurada por Antonio Bernal Redondo en 2015. Un dato curioso respecto a la virgen es que anteriormente existía otra talla de vestir sedente que fue destruida en la guerra civil junto a otros objetos de valor situados en la ermita.
Otros hitos relevantes son el paso del río Genil y la proximidad del pantano de Iznájar, el más grande de Andalucía, municipio con el que también comparte sus aguas. 

## Fiestas principales
Romería de San Marcos. Como en muchos otros lugares de España, el 25 de abril se celebra la festividad de San Marcos. Aquí tiene especial importancia al tratarse del patrón del pueblo. 
La primera decisión que tomaron los alcaldes pedáneos al recibir la Cédula de Villazgo fue cambiar el nombre de Cuevas Altas por el de Cuevas de San Marcos el 29 de septiembre de 1806. Esto da una idea de la devoción a este santo. Es costumbre que las familias y amigos salgan al campo a pasar un día de romería, compartiendo con las personas que se acercan la comida y bebida que entre todos han llevado. 
Los orígenes de esta tradición deben tener algún punto en común con la que se celebra en los demás lugares de España. 
A San Marcos se le atribuyen poderes para la protección de las cosechas, por lo que sería tenido como el ser más capaz para velarlas y protegerlas.
De hecho era costumbre sacar a San Marcos en procesión para realizar rogativas para que lloviese. En el himno a San Marcos, se puede ver la rogativa a estas protecciones, entre las que estarían a la peste y otras calamidades. 
La costumbre de salir al campo a compartir la comida es común a muchos lugares por lo que es posible que exista algún motivo común.
Una de las posibles explicaciones de la tradición puede estar en el hecho de realizar una ofrenda al santo en agradecimiento o en petición de bienes para las cosechas. 
En Cuevas de San Marcos se mantiene la tradición de hornear el 24 de abril unas roscas de pan llamadas «hornazos de San Marcos», que tienen la particularidad de incluir un huevo que se hornea adherido a la rosca.
A la costumbre de compartir comida en un día de campo se le añade la de «atar al diablo», consistente en atar dos flores de jaramago que representa la victoria del fraile sobre el demonio tal como cuenta la leyenda de la Cueva de Belda.
Feria de agosto (del 11 al 15). Tiene su origen en la feria de ganado que se celebraba en septiembre, se cambió su fecha a la actual para que los vecinos que estaban ausentes por motivos de trabajo pudiesen disfrutarla en sus vacaciones. Durante esta feria se celebra el día del emigrante.
El programa de festejos comienza el viernes por la mañana con una competición de natación y diversos talleres que se llevan a cabo en las instalaciones de la Biblioteca Municipal. Por la noche los festejos se trasladan al paseo y recinto ferial donde los más pequeños pueden disfrutar de las atracciones. A partir de las 11 de la noche comienzan las actuaciones musicales en el recinto ferial, en la Caseta Municipal y la Caseta de la Juventud.
El domingo, entre otras actividades, tienen lugar las carreras de cintas en moto, para las que es obligatorio el uso del casco en los participantes. Además, durante toda la semana se suceden múltiples talleres y exposiciones, para niños mayores de 5 años así como exposiciones de artesanía textil en el Taller de Empleo, y diferentes ligas de baloncesto y tenis en las categorías de cadete e infantil.
Carnaval. Se celebra con murgas y disfraces.
Semana Santa. Se celebran las tradicionales procesiones el Domingo de Ramos, Jueves Santo, Viernes Santo y Domingo de Resurrección. 
Jueves de Compadres. Tiene su correspondencia con el Jueves Lardero que se celebra en muchos lugares de España y de Europa. 
Lardero procede de la palabra «lardo», que significa tocino. Esta palabra procede del latín lardum o lardium, palabra con la que los romanos denominaban el tocino y la manteca de cerdo. Con el tiempo ha pasado a ser sinónimo de carne de cerdo.
En muchos de los pueblos que se celebra, la tradición es salir al campo a comer o merendar, siendo lo tradicional comer carne antes de la llegada del carnaval. 
La tradición está extendida por algunos países de Europa. 
En Italia hay dos días de «carnevale», en febrero, que se llaman «marte dì grasso» y «giovedì grasso».
En Francia se les llama el «mardi gras», pero es fiesta también el «jeudi gras», este segundo día dicen que proviene de una fiesta de Polonia. 
En Inglaterra hay «le jeudi gras» (en francés) y dicen que es francés. 
Es posible que esta tradición se remonte en España al siglo XVI, con la expulsión de los Judíos. 
En casi todos los sitios donde se celebra, está asociada la fiesta al consumo de carne de cerdo.
En los lugares donde los cristianos obligaron a árabes y judíos a convertirse al cristianismo, comer carne de cerdo era señal de ser «cristiano viejo». 
En Cuevas de San Marcos, la tradición ha tomado otro rumbo. 
La gente se reunía ese día en casa de alguno de los amigos, posiblemente a cenar. En dos sombreros, se introducían papeletas con los nombres de los varones en uno y el de las mujeres en otro. Las parejas que se formaban con este sorteo eran durante el año «compadres».
Una vez sorteadas las parejas se comparte chocolate y churros o tortas de caña. 
La tradición continúa hoy en día pero paradójicamente vuelve un poco a sus orígenes ya que, si bien se mantiene el chocolate y los churros, en las comidas se ha vuelto a introducir la carne. 
Fecha: 27 de enero. 
Jueves de Comadres. Es una fiesta de amistad que se celebra un jueves antes de carnaval, pero en este caso son las mujeres las que se reúnen.
Fiesta de las candelas, noche del 7 al 8 de diciembre. Esta fiesta se podría corresponder con la festividad de las candelarias, ya que el rito es parecido, se enciende grandes candelas por todo el pueblo. Sin embargo, mientras las Candelarias se celebran en febrero, la fiesta de Las Candelas en Cuevas de San Marcos se celebra la víspera del día de la Inmaculada.
Es tradición que durante las semanas previas, los niños se dediquen a «acarrear» todo lo quemable que encuentran. En muchos casos se «acarrea» lo que otros ya acarrearon.
Hace años, cuando todavía existían molinos de aceite con prensa de capachos, los niños recogían los viejos, y a veces los nuevos, para quemarlos en las candelas.
Es típico que la gente recorra el pueblo parándose en las candelas, en las que se les ofrece siempre algo de comer y beber.
Así comienza la Navidad , ya que ese día se cantan los primeros villancicos y se comienzan a adornar las casas para recibir esta festividad.
La celebración de esta festividad en el mes de diciembre puede tener su origen en los ritos de purificación que se celebraban para purificar a hombres y animales.
Para encontrar otros lugares donde se celebre esta fiesta en Andalucía hay que desplazarse a la provincia de Huelva.
Mes de la aurora: la tradición de La Aurora en la villa de Cuevas de San Marcos se remonta varios siglos atrás. Esta tradición cuenta con 350 años de historia caracterizados por cánticos destinados a la titular de la hermandad, la Virgen del Rosario, con letras antiguas que son cantadas por los hermanos de la "Hermandad de Ntra. Sra. del Rosario". Para amenizar estos cantos, la auroros acompañan con gran variedad de instrumentos tales como guitarras, laúdes, bandurrias, campanillas, acordeón y triángulo. Antiguamente, La Aurora salía por las calles de la villa a las 4 de la madrugada del domingo, hora que se modificó tras la Guerra Civil, quedando establecida a las 6:30 de todos los domingos del mes de octubre. El recorrido parte desde las plantas de la Virgen del Rosario y termina en el mismo lugar. Esta tradición forma parte del pueblo y cuenta con la asistencia de las gentes del pueblo y de más personas que vienen de fuera para tal evento.
Fiestas patronales en honor a la Virgen del Carmen. Se celebra el día 16 de julio procesionando la imagen por las calles del pueblo. Los días anteriores próximos a esta fecha se celebra una novena con diferentes cultos a la cual asiste gran parte del pueblo y de fuera. Entre esos cultos se encuentra el nombramiento de unas damas de honor, una ofrenda floral... Es mucha la gente de fuera del pueblo que se acerca a venerar a su Nuestra Señora del Carmen.

## Gastronomía
Platos Típicos:
Salmorejo, picadillo con gran variedad de ingredientes, entre los que no pueden faltar tomate, cebolla, pimiento, pepino y zanahoria morada (hay quien añade naranja picada y patata cocida), todo ello bien aderezado con sal, vinagre y aceite de oliva; admite huevo duro y atún, y es una comida de verano (y de invierno, si se quiere) muy típica de estas tierras. Sobrehúsa, cocido cuyos ingredientes principales son las habas y los huevos. El Gazpachuelo, sopa cuyos ingredientes principales son el pan, el pescado y los huevos. Las Gachas, cuyo ingrediente principal es la harina. Tomates fritos con morcilla lustre. La porra es también un plato muy típico, aunque la gastronomía lo ha asociado únicamente a Antequera; como en esta localidad, se trata de un plato frío que tiene como ingredientes tomate, pimiento (ambos bien rojos, para darle color), ajos, pan de miga, aceite de oliva, vinagre y sal, todo ello bien triturado; a la mezcla que resulta se acostumbra añadir atún, huevo duro y (si se quiere) unas aceitunas; lo que marca un punto de distinción con la porra antequerana es añadirle unas semillas tiernas de habas aún verdes. Relleno de carnaval, un embutido compuesto por jamón, carne, huevo, pan y perejil .
Repostería:
Roscos de vino, roscos de huevo, roscos sosos, pan de higo, pan de cortijo, embustes, borrachuelos, manoletes, tortas de aceite, tortas de caña, arrope.
La gastronomía cuevacha está dedicada sobre todo a la repostería. Dependiendo de las fiestas que tienen lugar, se elaboran unas comidas u otras. Así queda reflejado:
- Navidad: matanzas para la posterior elaboración de los chorizos, salchichones caseros, morcillas y la salación de los jamones. En repostería tiene lugar las tortillas de aceite, los roscos sosos, roscos de vino o pan de cortijo. La bebida elaborada en estas fechas es el arrasoli.
- Carnaval: es la elaboración del relleno, que es un embutido a base de jamón, pollo o pavo.

- Semana Santa: como comida destacada son los potajes, las tortas de bacalao y bacalao frito. En repostería embustes, arroz con castañas, arroz con leche, borrachuelos, empanadillas y embustes.
- San Marcos: hornazos y roscos de huevo.
- San Miguel: gachas de mosto, pan de higo y la carne de membrillo.

## Centros educativos
Cuevas de San Marcos cuenta con los siguientes centros educativos:
- C.E.I.P. Ciudad de Belda: Centro de educación infantil y primaria situado en Calle Granada, 64.
- E.I. Cuevas de San Marcos: Escuela Infantil situada en Calle Iznájar, 23.
- I.E.S. Genil: Instituto de Enseñanza Secundaria situado Calle Granada, 64.
- S.E.P. Blas Infante: Sección de Educación Permanente para educación de adultos.

## De interés
El pueblo de Cuevas de San Marcos es nombrado varias veces en el libro "El hombre que compraba gigantes" de Luis C. Folgado de Torres.
Jeremy Wade visitó el pueblo y su embalse en busca de peces.
Vicente del Bosque inauguró también una pista de césped para los jóvenes cuevachos, junto al alcalde de la localidad malagueña.